# بگونیا وارگاس
بگونیا وارگاس (اسپانیایی: Begoña Vargas‎؛ زادهٔ ۱۸ دسامبر ۱۹۹۹) بازیگر، مدل و رقصنده اسپانیایی است که برای نقش‌آفرینی در نقش روبرتا در نگاه دیگر (۲۰۱۸–۲۰۱۹) و ورونیکا د گارسیا در فیلم داستانی نتفلیکس دریاهای آزاد (۲۰۱۹–۲۰۲۰) به شهرت رسید.

## زندگی‌نامه
بگونیا وارگاس در ۱۸ دسامبر ۱۹۹۹ در مادرید (اسپانیا) متولد شد. او در سن ۱۰ سالگی، تحصیلات رقص مدرن را در مدرسه موسیقی، تئاتر و رقص شهرداری لوچ شروع کرد. چند سال بعد بازیگری را آغاز کرد و پس از شرکت در چندین دوره‌، به اجرای نمایش‌های کودکانه همچون بدبخت‌ها اثر ویکتور هوگو یا کنت مونت کریستو پرداخت.

## حرفه
وارگاس با بازی در نقش روبرتا در سریال تلویزیونی نگاه دیگر به شهرت  رسید. در سال ۲۰۱۹، علاوه بر ادامه بازی در نقش روبرتا در فصل دوم نگاه دیگر، او در سریال نتفلیکس دریاهای آزاد در کنار ایوانا باکورو، جان کورتاجارنا و آلخاندرا اونیوا نیز حضور یافت و بازی در نقش ورونیکا د گارسیا را به عهده گرفت. در همان سال، او دریافت که در سریال دهان شمالی نیز در پلتفرم پلیز بازی خواهد کرد.
در شروع سال ۲۰۲۰، او نخستین نقش‌آفرینی خود در سینما را تجربه کرد و به‌عنوان قهرمان اصلی، در فیلم مالاسانا ۳۲، در نقش آمپارو اولمدو بازی کرد. او در سال ۲۰۲۱، در فیلم قوانین مرز که فیلمنامه آن بر پایه رمانی به همین نام نوشته شده بود، در نقش تره به بازی پرداخت. این فیلم نخستین بار در جشنواره فیلم سن سباستین به نمایش درآمد. علاوه بر این، او برای حضور در فیلم پرفروش نتفلیکس به ادن خوش آمدید به توافق رسید، جایی که با آنا منا، آمایا سالامانکا یا بلیندا یک بازیگر مشترک دارد. او در اواخر سال ۲۰۲۰، در فیلم اصلی نتفلیکس سنتور به کارگردانی دانیل کالپارسورو در کنار الکس مونر و کارلوس باردم نقش‌آفرینی کرد. وارگاس در ژوئیه ۲۰۲۱، برای بازی در نقش شخصیت اصلی فصل دوم سریال بهشت، به توافق رسید.

## فعالیت‌های بشردوستانه
این بازیگر با انجمن نیلی همکاری می‌کند که از کودکان بی‌سرپرست در جزیره‌ای در کنیا حمایت می‌کند و آموزش و حفاظت از آنان را به عهده دارد. به علاوه، وی از دختری از آن انجمن به اسم امیلی در خانه حمایت مالی نمود.

## فیلم‌شناسی

### سینما
| سال  | عنوان       | شخصیت         | کارگردان         | درجات    |
| ---- | ----------- | ------------- | ---------------- | -------- |
| ۲۰۲۰ | مالاسانا ۳۲ | آمپارو اولمدو | آلبرت پینتو      | نقش اصلی |
| ۲۰۲۱ | قوانین مرزی | ترزا          | دانیل مونزون     | نقش اصلی |
| ۲۰۲۲ | سنتور       | تی بی ای      | دانیل کالپارسورو | نقش اصلی |

### تلویزیون
| سال          | عنوان             | شخصیت               | رشته        | درجات    |
| ------------ | ----------------- | ------------------- | ----------- | -------- |
| ۲۰۱۷         | مرکز پزشکی        | ویرجینیا            | تی وی یی    | ۱ قسمت   |
| ۲۰۱۸         | پاکیتا سالاس      | پیشخدمت             | نتفلیکس     | ۱ قسمت   |
| ۲۰۱۸–۲۰۱۹    | نگاه دیگر         | روبرتا لونا مینابرس | تی وی یی    | ۲۱ قسمت  |
| ۲۰۱۹–۲۰۲۰    | دریاهای آزاد      | ورونیکا د گارسیا    | نتفلیکس     | ۲۲ قسمت  |
| ۲۰۱۹         | دهان شمالی        | آندریا              | پلیز        | ۶ قسمت   |
| ۲۰۲۲ - اکنون | به Eden خوش آمدید | بل                  | نتفلیکس     | ۸ قسمت   |
| ۲۰۲۲         | بهشت              | اولین               | مووی استار+ | ? قسمت‌ها |

## جوایز و نامزدها
| جایزه                          | سال  | دسته‌بندی               | کار نامزد شده | نتیجه | مرجع.  |
| ------------------------------ | ---- | ---------------------- | ------------- | ----- | ------ |
| قاب‌های نقره ای                 | ۲۰۲۲ | بهترین بازیگر زن سینما | قوانین مرزی\| |       | [ ۱۷ ] |
| جوایز گائودی                   | ۲۰۲۲ | بهترین نقش اول زن      | قوانین مرزی\| |       | [ ۱۸ ] |
| اتحادیه بازیگران و بازیگران زن | ۲۰۲۲ | بهترین بازیگر زن جدید  | قوانین مرزی\| |       | [ ۱۹ ] |